# Michael Peter Spilotro
Michael Peter „Micky“ Spilotro (* 12. September 1944 in Chicago; † 14. Juni 1986) war ein US-amerikanischer Mobster und Assoziierter des Chicago Outfit. Er ist der jüngere Bruder des Vollmitgliedes der La Cosa Nostra Anthony Spilotro. Beide wurden durch die Verfilmung ihres grausamen Todes in dem US-amerikanischen Film Casino von 1995 weltweit bekannt.

## Leben

### Frühe Jahre
Michael wurde als eines von sechs Kindern in Chicago geboren, wo er auch aufwuchs. Seine Eltern Pasquale und Antoinette Spilotro waren 1914 aus Triggiano, Provinz Bari, Italien in die USA ausgewandert.
Sie eröffneten ein Restaurant („Patsy's Restaurant“) an der Kreuzung der Grand und Ogden Avenue, in dem bald bekannte Größen des Chicago Outfit Stammgäste wurden; darunter Sam Giancana, Jackie Cerone, Gussie Alex und Frank Nitti. Der Parkplatz des Restaurants entwickelte sich zu einem Treffpunkt für das Organisierte Verbrechen der Stadt. So war es kein Wunder, dass Michael und seine Brüder John, Vincent, Victor und Anthony früh in Kontakt mit dem Verbrecher-Milieu kamen. Nur Pasquale Spilotro Jr. wurde zu einem erfolgreichen Kieferchirurgen. Zusammen mit seinen Brüdern wuchs er in einem typischen zweistöckigen Holzhaus auf, das nur wenige Straßenzüge von dem Haus von Frank Rosenthal entfernt war.

### Manager
Michael Peter Spilotro war der Manager des Hoagie's Pub auf der Westseite von Chicago und hatte zunächst mit den zunehmenden kriminellen Aktivitäten seines Bruders nichts zu tun. Trotzdem wurde er mit Beginn der 1980er Jahre immer wieder in der Nähe von Mobstern des Chicago Outfit gesehen; insbesondere mit seinem Bruder, der mittlerweile als Vollmitglied des Outfit aufgenommen worden war.
Michael Peter Spilotro pflegte eine Freundschaft mit den Schauspielern Robert Conrad und dessen Halbbruder Larry Manetti. Die Freundschaft reichte bis in das Jahr 1954 zurück, als sich beide an der Waterfront von Chicago kennengelernt hatten. Dies verschaffte ihm auch den Kurzauftritt als „Federal Marshal“ in der Fernsehserie Magnum mit Tom Selleck in der 12. Folge der 1. Staffel: „Freunde in der Not (Dicker als Blut)“ (OT: Thicker than blood), die am 26. Februar 1981 erstmals ausgestrahlt wurde.

### Hole in the wall
Anthony Spilotro wurde nach Las Vegas geschickt, um dort Marshall Joseph Caifano abzulösen; formal übernahm er den Geschenke-Shop im Circus Circus. Frank Rosenthal war bereits zuvor als inoffizieller Casino-Manager im Stardust untergebracht worden und die Bosse erinnerten sich offenbar an die Zusammenarbeit der beiden in Miami. Spilotro sollte nun wieder die Schutzfunktion für Rosenthal übernehmen.
Las Vegas war zu dem Zeitpunkt der einzige Ort in den USA, an dem Glücksspiel und Wetten in dieser Form erlaubt waren, während sie an anderen Orten verboten blieben. Die Mafia-Familien hatten Las Vegas deshalb sozusagen zur „offenen Stadt“ erklärt, d. h. man wollte sich auf die illegale Abschöpfung der Casinos beschränken, jegliche weiterführenden kriminellen Aktivitäten galten als Gefährdung des lukrativen Casinogeschäfts.
An diesem „Skimming“ der Casinos war Anthony aber gar nicht direkt beteiligt und die normale Geschäftstätigkeit eines Gangsters war ihm eigentlich verboten. 1979 wurde Anthony dann auch noch in das „Black Book“ der Stadt aufgenommen, d. h. der Zutritt zu den Casinos wurde ihm nunmehr untersagt. Anstatt die Stadt nun zu verlassen, formte er mit seinem Bruder Michael und Herbert „Fat Herbie“ Blitzstein ein Team von Einbrechern, das durch seine zahlreichen Einbrüche und wegen der dabei verwendeten Einstiegsmethode bald als „The Hole in the Wall“ Gang bezeichnet wurde, da sie statt durch die Türen durch die Leichtbauwände eindrangen.
Insgesamt bestand die Gruppe aus acht Personen und versteckte ihre Aktivitäten hinter der Fassade der „The Gold Rush Ltd.“, die sich in der Nähe des Las Vegas Strip befand.
Michael hielt ab 1983 vor allem mit dem Vollmitglied Joseph Lombardo Kontakt und wenn sein Bruder nicht wegen der Umstände in Las Vegas in Ungnade gefallen wäre, hätte das „Outfit“ sicherlich auch Michael als Vollmitglied aufgenommen. Da nun aber Michael selbst auch nicht über die Machenschaften seines Bruders berichtet hatte, wurde hingegen der Tod beider Brüder beschlossen.

### Das Ende
Am 14. Juni 1986 wurden die Leichen von Michael und Anthony Spilotro in einem Maisfeld in der Nähe von Morocco, Indiana entdeckt. Hintergrund war sicherlich die Verurteilung von Jackie Cerone, Joseph Aiuppa, Carl DeLuna etc. wegen der finanziellen Abschöpfung der Casinos in Höhe von zwei Mio. US-Dollar.
Schon im Vorfeld waren einige potentielle Zeugen beseitigt worden und offensichtlich stand Anthony Spilotro schon längere Zeit auf einer Todesliste, denn als im Januar 1977 in das Haus von Anthony Accardo eingebrochen wurde, gab das ehemalige Oberhaupt und Consigliere den Befehl an Aiuppa, auch Anthony Spilotro zu beseitigen. Bereits damals hatte Aiuppa geradezu eine Lawine an brutalen Morden losgetreten, da jeder, der nur irgendwie mit dem Einbruch in Verbindung stand, umgebracht wurde.

## Der Mordfall Spilotro
Vermutlich ist James „Little Jimmy“ Marcello in diese Ermordung verstrickt, welche im Film Casino dargestellt wurde. Die beiden Kinder von Michael, Anna und Michelle Spilotro, sagten über die Verwicklung von ihrem Vater und dessen Brüdern mit James Marcello in einem Prozess aus.
Die Brüder wurden sowohl in Realität als auch im Film brutal zusammengeschlagen und offenbar noch lebend in einem Maisfeld vergraben. Im Gegensatz zur Filmversion geht die Polizei heute allerdings davon aus, dass die eigentliche Tat nicht am Leichenfundort stattgefunden hat.
Als weiterer Täter kommt Albert Tocco in Frage, dessen Ehefrau Betty in einem Interview der Sun-Times 1990 bekannt gab, sie selbst habe Tocco 1986 geholfen, die Spilotro-Brüder Tony und Michael auf einem Maisfeld bei Enos (Indiana) zu begraben.
Auch Frank Schweihs wurde mit dem Mord in Zusammenhang gebracht. Er stand ab Juni 2007 zusammen mit James Marcello wegen diverser Morde vor Gericht, starb aber am 23. Juli 2008, ohne eine Aussage im Prozess gemacht zu haben. Am 27. September 2007 wurde dann Marcello für diesen Mord verurteilt, aber vom Vorwurf eines weiteren Mordes an Nicholas D’Andrea freigesprochen. Am 5. Februar 2009 wurde dann von Richter James Zagel eine lebenslange Haftstrafe für Marcello ausgesprochen.

## Film- und Filmzitate
- 1995: Darstellung in der Filmfigur Dominick Santoro durch Philip Suriano, im Film Casino